# Рафаель де Мелло Відал
Рафаель де Мелло Відал (Rafael de Mello Vidal) (1964, Монтевідео, Уругвай) — бразильський дипломат. Надзвичайний і Повноважний Посол Бразилії в Києві (Україна) (з 2024).

## Життєпис
Рафаель де Мелло Відаль народився у 1964 році в Монтевідео, Уругвай, але є корінним бразильцем. У 1991 році здобув ступінь юридичного факультету.
З 1991 року на дипломатичній службі в Міністерстві закордонних справ Бразилії на посадах: заступника консула Генерального консульства Бразилії в США (1995—1998); другого секретаря посольства Бразилії в Колумбії та Уругваї (1998—2002); заступника начальника відділу Південного спільного ринку МЕРКОСУР (2003—2005); заступника консула в США (2005—2008); міністра-радника в посольстві Бразилії у Венесуелі (2008—2010); міністра-радника в посольстві в Парагваї (2010—2012); міністра-посланника у посольстві Бразилії в Данії (2013—2016); міністра-посланника у посольстві Бразилії в Іспанії (2016—2019); Надзвичайного і Повноважного посла Бразилії в Малі (2019—2020); Надзвичайного і Повноважного посла Бразилії в Анголі (2020—2024);
З 2024 року — Надзвичайний і Повноважний посол Бразилії в Україні.
4 вересня 2024 року вручив копії вірчих грамот заступниці міністра закордонних справ України Ірині Боровець.
25 жовтня 2024 року — вручив вірчі грамоти Президенту України Володимиру Зеленському.

## Нагороди та відзнаки
- Міністр другого класу (2011)
- Медаль ордена Ріо-Бранко у званні командора (2010)
- Медаль ордена за аеронавігаційні заслуги у званні командора (2012)
- Звання великого офіцера (2019)